# Азовська фортеця

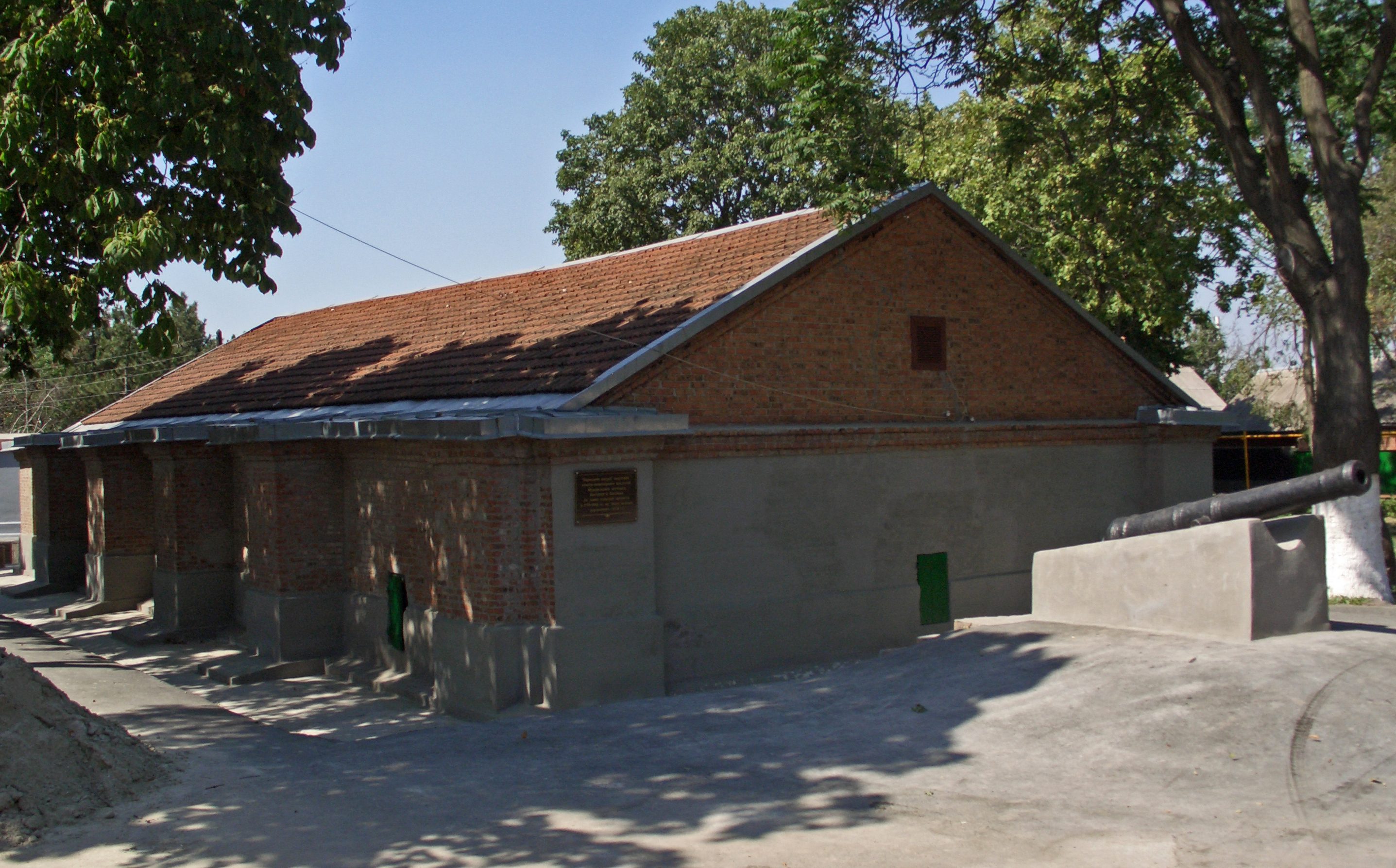
Музей «Пороховий льох»

47°06′57″ пн. ш. 39°25′18″ сх. д. / 47.115956071625° пн. ш. 39.421581044318° сх. д.
Азовська фортеця (рос. Азовская крепость) — фортифікаційна споруда в історичному центрі Азова на лівому березі одного з рукавів дельти Дону поблизу впадіння в нього річки Азовки.
Фортеця заснована турками в 1475 році після завоювання ними міста Тана. Нова фортеця, що іменувалася Азак, стала північним портом Османської імперії. У період з 1637 по 1642 роки фортеця перебувала під контролем запорізьких козаків, потім знову перейшла до рук турків. У 1695 і 1696 роках Петром I зроблені військові походи на Азов. У результаті гарнізон фортеці здався, за підсумками російсько-турецької війни 1686—1700) укладено Константинопольський мирний договір, який закріпив за Московським царством право на володіння Азовом.
У середині XVIII століття фортеця зруйнована. Єдині оборонні споруди, що залишилися від неї — Олексіївські ворота і прилеглий до них фрагмент фортечного валу шириною до 30 метрів і висотою до 15 метрів.